# 茨城県中学校の廃校一覧
茨城県中学校の廃校一覧（いばらきけんちゅうがっこうのはいこういちらん）は、茨城県の中学校の廃校の一覧。対象となるのは学制改革（1947年）以降に廃校となった中学校と分校である。なお、名称は廃校当時のもの。廃校当時に中学校の所属していた自治体が合併されて消滅している場合は現行の自治体に含める。また休校中の学校は公式には存続していることとなっているが、現在休校中の学校は事実上廃校となっている場合が多いため、便宜上本項に記載する。

## 水戸市
- 水戸市立新荘中学校（1948年常磐中と統合し水戸市立第一中学校へ）[1]
- 水戸市立常磐中学校（1948年新荘中と統合し第一中へ）[1]
- 水戸市立浜田中学校（1948年城東中と統合し水戸市立第三中学校へ）[2]
- 水戸市立城東中学校（1948年浜田中と統合し第三中へ）[2]
- 水戸市立柳河中学校（1956年第一中と第二中へ分割統合）[3]
- 水戸市立上大野中学校（1957年第三中へ統合）[2]
- 水戸市立吉田中学校（1958年酒門中と統合し水戸市立第四中学校へ）[4]
- 水戸市立酒門中学校（1958年吉田中と統合し第四中へ）[4]
- 水戸市立渡里中学校（1963年水戸市立第五中学校へ統合）[5]
- 水戸市立山根中学校（1974年水戸市立赤塚中学校へ統合）[6]
- 水戸市立国田中学校（2016年水戸市立国田小学校と統合し水戸市立国田義務教育学校へ）[7]
- 赤塚村立河和田中学校（1956年上中妻中と統合し赤塚村立赤塚第一中学校〈現：赤塚中〉へ)[6]
- 赤塚村立上中妻中学校（1956年河和田中と統合し赤塚第一中へ）[6]
- 常澄村立下大野中学校（1958年9月30日統合により水戸市立常澄中学校〈当時：常澄村立〉へ）[8]
- 常澄村立稲荷中学校（同上）[8]
- 常澄村立大場中学校（同上）[8]
- 内原村立双葉中学校（1962年中妻中と統合し水戸市立内原中学校〈当時：内原村立〉へ）[9]
- 内原村立中妻中学校（1962年双葉中と統合し内原中へ）[9]

## 日立市
- 日立市立中小路中学校（1948年統合により平沢中へ）[10]
- 日立市立仲町中学校（同上）[10]
- 日立市立大雄院中学校（同上）[10]
- 日立市立宮田中学校（同上）[10]
- 日立市立会瀬中学校（1949年日立市立助川中学校へ統合）[11]
- 日立市立東小沢中学校（1956年久慈中へ統合）[12]
- 日立市立本山中学校（1975年駒王中〈初代〉へ統合）[13]
- 日立市立中里中学校（2022年中里小と統合し日立市立中里小中学校（義務教育学校）へ）[14]
- 日立市立坂本中学校（2025年久慈中と統合し日立市立松風中学校へ）[15]
- 日立市立久慈中学校（2025年坂本中と統合し松風中へ）[15]
- 日立市立駒王中学校〈初代〉（2025年平沢中と統合し日立市立駒王中学校〈2代目〉へ）[15]
- 日立市立平沢中学校（2025年駒王中〈初代〉と統合し駒王中〈2代目〉へ）[15]
- 十王町立櫛形中学校（1960年黒前中と統合し日立市立十王中学校〈当時：十王町立〉へ）[16]
- 十王町立黒前中学校（1960年櫛形中と統合し十王中へ）[16]

## 土浦市
- 土浦市立都和中学校〈旧〉（1957年真鍋中〈現：土浦市立土浦第二中学校〉へ統合、1984年再独立）[17]
- 土浦市立新治中学校（2018年藤沢小・斗利出小・山ノ荘小と統合し土浦市立新治学園義務教育学校へ）[18]
- 新治村立藤沢中学校（1961年統合により新治中へ）
- 新治村立斗利出中学校（同上）
- 新治村立山荘中学校（同上）

## 古河市
- 古河市立古河第二中学校〈旧〉（1959年新郷中と統合し古河市立古河第二中学校〈新〉へ）[19]
- 古河市立新郷中学校（1959年古河第二中〈旧〉と統合し古河第二中へ〈新〉）[19]

## 石岡市
- 石岡市立高浜中学校（1961年関川中と統合し城南中へ）[20]
- 石岡市立関川中学校（1961年高浜中と統合し城南中へ）[20]
- 石岡市立三村中学校（1962年城南中へ統合）[21]
- 石岡市立柿岡中学校（2013年統合により石岡市立八郷中学校へ）[22]
- 石岡市立八郷南中学校（同上）[22]
- 石岡市立有明中学校（同上）[22]
- 石岡市立城南中学校（2018年石岡市立石岡中学校へ統合）[20]
- 八郷町立小幡中学校（1962年小桜中と統合し八郷南中へ）
- 八郷町立小桜中学校（1962年小幡中と統合し八郷南中へ）
- 八郷町立葦穂中学校（1964年柿岡中へ統合）
- 八郷町立林中学校（同上）
- 八郷町立瓦会中学校（1965年有明中へ統合）
- 八郷町立恋瀬中学校（同上）

## 結城市
- 結城市立絹川中学校（1972年統合により結城市立結城南中学校へ）[23]
- 結城市立山川中学校（同上）[23]
- 結城市立山川中学校江川教場（同上）[23]
- 結城市立山川中学校上山川教場（同上）[23]

## 龍ケ崎市
- 龍ケ崎市立龍ヶ崎中学校〈初代〉（1961年城南中と愛宕中へ再編）[24]
- 龍ケ崎市立大宮中学校（同上）[24]
- 龍ケ崎市立馴柴中学校（同上）[24]
- 龍ケ崎市立長戸中学校（同上）[24]
- 龍ケ崎市立八原中学校（同上）[24]
- 龍ケ崎市立愛宕中学校（2022年城南中と統合し龍ケ崎市立龍ケ崎中学校〈2代目〉へ）[14]
- 龍ケ崎市立城南中学校（2022年愛宕中と統合し龍ケ崎中〈2代目〉へ）[14]

## 下妻市
- 下妻市立総上中学校（1957年下妻中〈初代〉へ統合）[25]
- 下妻市立下妻中学校〈初代〉（1969年上妻中と統合し下妻市立下妻中学校〈2代目〉へ）[25]
- 下妻市立上妻中学校（1969年下妻中〈初代〉と統合し下妻中〈2代目〉へ）[25]
- 千代川村立大形中学校（1958年9月30日統合により下妻市立千代川中学校〈当時：千代川村立〉へ）[26]
- 千代川村立宗道中学校（同上）[26]
- 千代川村立蚕飼中学校（同上）[26]

## 常総市
- 常総市立鬼怒中学校（2025年常総市立水海道中学校へ統合）[15]
- 水海道市立水海道中学校〈旧〉（1961年大生中と統合し水海道中〈新〉〈当時：水海道市立〉へ）[27]
- 水海道市立大生中学校（1961年水海道中〈旧〉と統合し水海道中〈新〉へ）[27]
- 水海道市立豊岡中学校（1966年絹西中と統合し水海道市立西中学校〈現：常総市立水海道西中学校〉へ）[28]
- 水海道市立絹西中学校（1966年豊岡中と統合し西中へ）[28]
- 水海道市立向丘中学校（1963年西中へ統合）[28]
- 水海道市立三妻中学校（1974年五箇中と統合し鬼怒中へ）[29]
- 水海道市立五箇中学校（1974年三妻中と統合し鬼怒中へ）[29]
- 石下町立石下中学校〈旧〉（1965年統合により常総市立石下中学校〈当時：石下町立〉へ）[30]
- 石下町立豊田中学校（同上）[30]
- 石下町立玉中学校（同上）[30]
- 石下町立飯沼中学校（1968年岡田中と統合し常総市立石下西中学校〈当時：石下町立〉へ）[31]
- 石下町立岡田中学校（1968年飯沼中と統合し石下西中へ）[31]

## 常陸太田市
- 常陸太田市立西小沢中学校（1958年9月30日統合により常陸太田市立峰山中学校へ）[32]
- 常陸太田市立幸久中学校（同上）[32]
- 常陸太田市立佐竹中学校（同上）[32]
- 常陸太田市立機初中学校（1964年佐都中と統合し常陸太田市立瑞竜中学校へ）[33]
- 常陸太田市立佐都中学校（1964年機初中と統合し瑞竜中へ）[33]
- 常陸太田市立太田中学校〈旧〉（1967年誉田中と統合し常陸太田市立太田中学校〈新〉へ）[34]
- 常陸太田市立誉田中学校（1967年太田中〈旧〉と統合し太田中〈新〉へ）[34]
- 常陸太田市立北中学校（2015年南中と統合し常陸太田市立金砂郷中学校へ）[35]
- 常陸太田市立南中学校（2015年北中と統合し金砂郷中へ）[36]
- 金砂郷村立久米中学校（1963年郡戸中と統合し南中へ）[36]
- 金砂郷村立郡戸中学校（1963年久米中と統合し南中へ）[36]
- 金砂郷村立金砂中学校（1968年金郷中と統合し北中へ）[35]
- 金砂郷村立金郷中学校（1968年金砂中と統合し北中へ）[35]
- 水府村立天下野中学校（1966年統合により常陸太田市立水府中学校〈当時：水府村立〉へ）[37][注釈 1]
- 水府村立高倉中学校（同上）[37]
- 水府村立染和田中学校（同上）[37]
- 水府村立山田中学校（同上）[37]
- 里美村立賀美中学校（1956年小里中と統合し常陸太田市立里美中学校〈当時：里美村立〉へ）[38]
- 里美村立小里中学校（1956年賀美中と統合し里美中へ）[38]

## 高萩市
- 高萩市立横川中学校（1957年高萩市立高萩中学校へ統合）[39]
- 高萩市立花貫中学校（1960年高萩中の一部および若栗中と統合し高萩市立秋山中学校へ）[40]
- 高萩市立若栗中学校（1960年高萩中の一部および花貫中と統合し秋山中へ）[40]
- 高萩市立君田中学校（2017年高萩市立松岡中学校へ統合）[41]

## 北茨城市
- 北茨城市立才丸中学校（1967年花園中と統合し水沼中へ）
- 北茨城市立花園中学校（1967年才丸中と統合し水沼中へ）
- 北茨城市立小川中学校（1970年水沼中へ統合）
- 北茨城市立水沼中学校（2001年[42]）
- 北茨城市立華川中学校（2021年北茨城市立磯原中学校へ統合）[43]
- 磯原町立磯原中学校精華教場（1948年）[43]
- 磯原町立磯原中学校明徳教場（1948年）[43]
- 関本村立関本中学校〈旧〉（1948年北茨城市立常北中学校〈当時：大津町・平潟村・関南村・関本村組合立〉へ統合されるも、1949年4月25日再独立）[44]
- 関本村立関本中学校中山分教場（1949年12月31日）[44]
- 関本村立才丸中学校山小川分教場（1952年関本中から移管、廃止時期不明）[44]

## 笠間市
- 笠間市立箱田中学校（1959年笠間市立笠間中学校へ統合）[45]
- 笠間市立東中学校（2015年笠間中へ統合）[45]
- 笠間市立南中学校（2017年笠間市立南小学校と統合し笠間市立みなみ学園義務教育学校へ）[46]
- 友部町立宍戸中学校（1971年統合により笠間市立友部中学校へ）[47][注釈 2]
- 友部町立北川根中学校（同上）[47][注釈 2]
- 友部町立大原中学校（同上）[47]
- 岩間町立岩間第一中学校（1966年岩間第二中と統合し笠間市立岩間中学校〈当時：岩間町立〉へ）[49]
- 岩間町立岩間第二中学校（1966年岩間第一中と統合し岩間中へ）[49]

## 取手市
- 取手市立野々井中学校（2011年取手市立永山中学校へ統合[50]、その後校舎と校地は江戸川学園が買収し江戸川学園取手小学校が開校）
- 取手市立取手第一中学校〈旧〉2012年取手東中学校と統合し取手市立取手第一中学校〈新〉へ）[51]
- 取手市立取手東中学校2012年取手第一中学校〈旧〉と統合し取手第一中〈新〉へ）[51]
- 久賀村立久賀中学校（1951年相馬町・六郷村学校組合分立相馬中と統合し、相馬町・六郷村・久賀村学校組合分立相馬中(1955年、町村合併により、藤代中〈旧〉に改称)へ）[52]
- 藤代町立高須中学校（1962年藤代中〈旧〉へ統合）[52]
- 藤代町立藤代中学校〈旧〉（1977年山王中と統合し取手市立藤代中学校〈当時：藤代町立〉へ）[52]
- 藤代町立山王中学校（1977年藤代中〈旧〉と統合し藤代中〈新〉へ）[52]

## 牛久市
- 牛久町立牛久中学校（1962年岡田中と統合し牛久市立牛久第一中学校〈当時：牛久町立〉へ）[53]
- 牛久町立岡田中学校（1962年牛久中と統合し牛久第一中へ、校地と校舎は学校法人東洋大学が買収し東洋大学附属牛久高等学校が1964年に開校）[53]
- 牛久市立牛久第二中学校（2020年牛久市立奥野小学校と統合し牛久市立おくの義務教育学校へ）[54]

## つくば市
- つくば市立春日中学校（2016年つくば市立春日小学校と統合し春日学園つくば市立春日学園義務教育学校へ）[55]
- つくば紫峰学園つくば市立筑波東中学校（2018年つくば市立秀峰筑波義務教育学校へ移行）[56]
- つくば百合ヶ丘学園つくば市立筑波西中学校（同上）[56]
- 桜村立栄中学校（1957年栗原中と統合し桜村立桜中学校〈現：さくら学園つくば市立桜中学校〉へ）[57]
- 桜村立栗原中学校（1957年栄中と統合し桜中へ）[57]
- 谷田部町立谷田部中学校〈初代〉（1961年小野川中と統合し谷田部中〈2代目〉へ）[58]
- 谷田部町立小野川中学校（1961年谷田部中〈初代〉と統合し谷田部中〈2代目〉へ）[58]
- 谷田部町立葛城中学校（1962年谷田部中〈2代目〉へ統合）[58]
- 谷田部町立谷田部中学校〈2代目〉（1964年新校舎移転に伴い輝翔学園つくば市立谷田部中学校〈当時：谷田部町立〉として再開校）[58]
- 大穂町立大穂中学校前野分校（1951年）[注釈 3]
- 大穂町立大穂中学校〈旧〉（1976年吉沼中と統合し大穂学園つくば市立大穂中学校〈当時：大穂町立〉へ）[59]
- 大穂町立吉沼中学校（1976年大穂中〈旧〉と統合し大穂中〈新〉へ）[59]
- 豊里町立上郷中学校（1960年旭中と統合し豊里町立豊里中学校〈現：つくば豊学園つくば市立豊里中学校〉へ）[59]
- 豊里町立旭中学校（1960年上郷中と統合し豊里中へ）[59]
- 筑波町立田井中学校（1966年北条中と統合し筑波東中へ）[59]
- 筑波町立北条中学校（1966年田井中と統合し筑波東中へ）[59]
- 筑波町立作岡中学校（1966年睦ヶ岡中と統合し西中へ）[59]
- 筑波町立田水山中学校（1966年作岡中と統合し西中へ）[59]
- 筑波町立西中学校（1967年睦ヶ岡中と統合し筑波西中へ）[59]
- 組合立睦ヶ岡中学校（1967年西中と統合し筑波西中へ）[59]
- 筑波町立小田中学校（1967年筑波東中へ統合）[59]
- 筑波町立筑波中学校（1968年筑波東中へ統合）[59]

## ひたちなか市
- 勝田町立勝田中学校（1952年ひたちなか市立勝田第一中学校とひたちなか市立勝田第二中学校〈いずれも当時：勝田町立〉へ分割）[60]
- ひたちなか市立平磯中学校（2021年、ひたちなか市立美乃浜学園へ統合）[61]
- ひたちなか市立阿字ケ浦中学校（同上）[61]

## 鹿嶋市
- 豊津村立豊津中学校（1948年鹿嶋市立鹿島中学校〈当時：鹿島町立〉へ統合され鹿島町豊津村組合立鹿島中へ）[62]
- 鹿島町立波野中学校（1967年鹿島中へ統合）[62]
- 鹿島町立豊郷中学校（同上）[62]

## 潮来市
- 潮来町立潮来中学校（1960年津知中と統合し潮来市立潮来第一中学校〈当時：潮来町立〉へ）[63]
- 潮来町立津知中学校（1960年潮来中と統合し潮来第一中へ）[63]
- 潮来町立延方中学校（1962年大生原中と統合し潮来市立潮来第二中学校〈当時：潮来町立〉延方分教室となり、1965年廃止）[64]
- 潮来町立大生原中学校（1962年延方中と統合し潮来第二中大生原分教室となり、1963年廃止）[64]
- 潮来町立潮来第二中学校徳島分教室（1963年）[64]

## 守谷市
- 守谷町立大井沢中学校（1961年守谷市立守谷中学校〈当時：守谷町立〉へ統合）[65]

## 常陸大宮市
- 常陸大宮市立第一中学校（2014年常陸大宮市立大宮中学校へ統合）[66]
- 常陸大宮市立美和中学校（2015年緒川中と統合し常陸大宮市立明峰中学校へ）[67]
- 常陸大宮市立緒川中学校（2015年美和中と統合し明峰中へ）[67]
- 常陸大宮市立御前山中学校（2019年明峰中へ統合）[68]
- 大賀村大賀中学校（1961年玉川中と統合し大宮町立第一中学校大賀分教室となり、1963年廃止）[69]
- 玉川村玉川中学校（1961年大賀中と統合し第一中玉川分教室となり、1963年廃止）[69]
- 御前山村立野口中学校（1962年長倉中と統合し御前山中へ）[68]
- 御前山村立長倉中学校（1962年野口中と統合し御前山中へ）[68]
- 御前山村立伊勢畑中学校（1963年御前山中へ統合）[68]
- 大宮町立上野中学校（1963年村田中と統合し常陸大宮市立第二中学校〈当時：大宮町立〉上野分教室となり、1965年廃止）[70]
- 大宮町立村田中学校（1963年上野中と統合し第二中村田分教室となり、1965年廃止）[70]
- 大宮町立大場中学校（1964年第二中[70]と大宮中[66]へ分割統合）
- 大宮町立世喜中学校（1969年大宮中へ統合）[66]

## 那珂市
- 那珂町立菅谷中学校（1962年五台中と統合し那珂市立第一中学校へ）[71][注釈 4]
- 那珂町立五台中学校（1962年菅谷中と統合し第一中へ）[71]
- 那珂町立戸多中学校（1967年統合により那珂市立第三中学校〈当時：那珂町立〉へ）[72]
- 那珂町立芳野中学校（同上）[72]
- 那珂町立木崎中学校（同上）[72]

## 筑西市
- 筑西市立下館北中学校（2023年筑西市立下館中学校へ統合）[73]
- 筑西市立明野中学校（2024年大村小・村田小・鳥羽小・上野小・長讃小と統合し筑西市立明野五葉学園へ）[74]
- 下館市立第七中学校（1961年第八中と統合し筑西市立下館南中学校〈当時：下館市立〉へ）[75]
- 下館市立第八中学校（1961年第七中と統合し下館南中へ）[75]
- 下館市立第五中学校（1963年第六中と統合し下館市立北中学校〈のち：下館北中〉へ）[76]
- 下館市立第六中学校（1963年第五中と統合し北中へ）[76]
- 下館市立第四中学校（1965年下館北中へ統合）[76]
- 下館市立第三中学校（1966年下館南中へ統合）[75]
- 明野町立大鳥中学校（1968年統合により明野中へ）
- 明野町立村田中学校（同上）
- 明野町立上野中学校（同上）
- 明野町立長讃中学校（同上）

## 坂東市
- 岩井町立七郷中学校（1958年5月23日中川中と統合し坂東市立南中学校〈当時：岩井町立〉へ）[77]
- 岩井町立中川中学校（1958年5月23日七郷中と統合し南中へ）[77]
- 岩井町立弓馬田中学校（1964年坂東市立岩井中学校〈当時：岩井町立〉へ統合）[78]
- 岩井市立七重中学校（1979年岩井中へ統合）[78]
- 岩井市立長須中学校（同上）[78]

## 稲敷市
- 東村立東中学校〈旧〉（1986年西中と統合し稲敷市立東中学校〈当時：東村立〉へ）[79]
- 東村立西中学校（1986年東中〈旧〉と統合し東中〈新〉へ）[79]
- 新利根村立柴崎中学校（1960年統合により稲敷市立新利根中学校〈当時：新利根村立〉へ）[80]
- 新利根村立根本中学校（同上）[80]
- 新利根村立太田中学校（同上）[80]

## かすみがうら市
- かすみがうら市立北中学校（2014年南中と統合しかすみがうら市立霞ヶ浦中学校へ）[81]
- かすみがうら市立南中学校（2014年北中と統合し霞ヶ浦中へ）[81]
- かすみがうら市立千代田中学校（2022年統合により、かすみがうら市立千代田義務教育学校（義務教育学校）へ）[14]
- 出島村立佐賀中学校（1958年6月統合により北中へ）[82]
- 出島村立安飾中学校（同上）[82]
- 出島村立志士庫中学校（同上）[82]
- 出島村立下大津中学校[82]（1959年9月1日統合により南中大津教場となり、1960年6月20日廃止）
- 出島村立牛渡中学校[82]（1959年9月1日南中牛渡教場となり、1960年6月20日廃止）
- 出島村立美並中学校[82]（1959年9月1日南中美並教場となり、1962年廃止）

## 桜川市
- 桜川市立桃山中学校（2018年真壁小・紫尾小と統合し桃山学園へ）[83]
- 桜川市立桜川中学校（2025年谷貝小・樺穂小・桃山学園と統合し桜川市立真壁学園義務教育学校へ）[15]
- 桜川市立桃山学園（2025年谷貝小・樺穂小・桜川中と統合し真壁学園へ）[15]
- 真壁町立真壁中学校（1957年紫尾中と統合し真壁町立真壁南中学校〈1958年桃山中へ改称〉へ）[83]
- 真壁町立紫尾中学校（1957年真壁中と統合し真壁南中へ）[83]
- 真壁町立樺穂中学校（1958年谷貝中と統合し桜川中へ）[84]
- 真壁町立谷貝中学校（1958年樺穂中と統合し桜川中へ）[84]
- 大和村立東中学校（1962年西中と統合し桜川市立大和中学校〈当時：大和村立〉東教場となり、1965年廃止）[85]
- 大和村立西中学校（1962年東中と統合し大和中西教場となり、1965年廃止）[85]

## 行方市
- 行方市立麻生中学校〈旧〉（2012年麻生第一中と統合し行方市立麻生中学校〈新〉へ）[86]
- 行方市立麻生第一中学校（2012年麻生中〈旧〉と統合し麻生中〈新〉へ）[86]
- 北浦村立津澄中学校（1958年統合により行方市立北浦中学校〈当時：北浦村立〉へ）[87]
- 北浦村立要中学校（同上）[87]
- 北浦村立武田中学校（同上）[87]

## 鉾田市
- 大洋村立白鳥中学校（1959年上島中と統合し鉾田市立大洋中学校〈当時：大洋村立〉へ）[88]
- 大洋村立上島中学校（1959年白鳥中と統合し大洋中へ）[88]

## つくばみらい市
- 谷原村立谷原中学校〈初代〉（1951年統合により筑波郡小張村外四ヶ村組合立谷原中学校〈後の伊奈村・谷和原村組合立谷原中学校〉となり、1969年伊奈村立へ）[89]
- 小張村立小張中学校（同上）[89]
- 豊村立豊中学校（同上）[89]
- 谷井田村立谷井田中学校（同上）[89]
- 三島村立三島中学校（同上）[89]
- 谷和原村立城山中学校（1968年小絹中〈旧〉と統合しつくばみらい市立谷和原中学校〈当時：谷和原村立〉へ）
- 谷和原村立小絹中学校〈旧〉（1968年城山中と統合し谷和原中となるも、1994年つくばみらい市立小絹中学校〈当時：谷和原村立〉として再独立[90]）
- ※伊奈村立谷原中学校〈2代目〉（1970年板橋中と統合しつくばみらい市立伊奈中学校〈当時：伊奈村立〉へ）[91]
- 伊奈村立板橋中学校（1970年谷原中〈2代目〉と統合し伊奈中へ）[91]

※谷和原村区域は1968年の城山中、小絹中統合で谷和原中へと学区が変更されている。

## 小美玉市
- 小美玉市立玉里中学校〈2代目〉（2021年玉里小・玉里北小・玉里東小と統合し小美玉市立玉里学園義務教育学校へ）[92]
- 小美玉市立小川北中学校（2022年統合により、小美玉市立小川北義務教育学校（義務教育学校）へ）[14]
- 小川町立橘中学校（1966年小川中と統合し小美玉市立小川南中学校〈当時：小川町立〉へ）[93]
- 小川町立小川中学校（1966年橘中と統合し小川南中へ）[93]
- 美野里町立堅倉中学校（1970年竹原中と統合し小美玉市立美野里中学校〈当時：美野里町立〉へ）[94]
- 美野里町立竹原中学校（1970年堅倉中と統合し美野里中へ）[94]
- 田余村立田余中学校（1955年玉里村立玉里中学校〈初代〉となり、1960年玉里東中と統合し玉里中〈2代目〉へ）[95]
- 玉川村立玉川中学校（1955年玉里村立玉里東中学校となり、1960年玉里中〈初代〉と統合し玉里中〈2代目〉へ）[95]

## 東茨城郡
- 茨城町立桜丘中学校（2014年梅香中と統合し茨城町立青葉中学校へ）[96]
- 茨城町立梅香中学校（2014年桜丘中と統合し青葉中へ）[96]
- 茨城町立沼前中学校（1960年上野合中と統合し梅香中へ）[97]
- 茨城町立上野合中学校（1960年沼前中と統合し梅香中へ）[97]
- 城里町立七会中学校（2015年城里町立常北中学校へ統合）[98]

## 那珂郡
- 村松村立村松中学校（1948年石神中と統合し東海村立東海中学校〈当時：村松石神組合立〉へ）[99]
- 石神村立石神中学校（1948年村松中と統合し東海中へ）[99]

## 久慈郡
- 大子町立大子中学校〈旧〉（1969年統合により大子町立大子中学校〈新〉へ）[100]
- 大子町立袋田中学校（同上）[100]
- 大子町立宮川中学校（同上）[100]
- 大子町立上小川中学校（1976年下小川中と統合し南中へ）[100]
- 大子町立下小川中学校（1976年上小川中と統合し南中へ）[100]
- 大子町立依上中学校（1990年佐原中と統合し大子西中へ）[100]
- 大子町立佐原中学校（1990年依上中と統合し大子西中へ）[100]
- 大子町立黒沢中学校（2013年大子中へ統合）[100]
- 大子町立大子西中学校（2025年大子中へ統合）[15]
- 大子町立南中学校（同上）[15]
- 大子町立生瀬中学校（同上）[15]

## 稲敷郡
- 河内町立河内中学校（2017年金江津中と統合しかわち学園中へ）[101]
- 河内町立金江津中学校（2017年河内中と統合しかわち学園中へ）[101]
- 河内町立かわち学園中学校（2018年みずほ小・生板小・金江津小と統合し河内町立かわち学園へ）[101]
- 瑞穂村立瑞穂中学校（1947年長竿中へ統合）[101]
- 河内村立源清田中学校（1958年統合により河内中へ）[101]
- 河内村立生板中学校（同上）[101]
- 河内村立長竿中学校（同上）[101]
- 阿見町立朝日中学校（1965年阿見町立阿見中学校へ統合、1980年再分離）[102]
- 阿見町立君原中学校（1966年阿見中へ統合）[102]
- 阿見町立舟島中学校（同上）[102]

## 結城郡
- 八千代村立安静中学校（1964年下結城中と統合し八千代町立八千代第一中学校〈当時：八千代村立〉へ）[103]
- 八千代村立下結城中学校（1964年安静中と統合し八千代第一中へ）[103]
- 八千代村立中結城中学校（1966年八千代第一中へ統合）[103]
- 八千代村立西豊田中学校（1966年川西中と統合し八千代町立東中学校〈当時：八千代村立〉へ）[104]
- 八千代村立川西中学校（1966年西豊田中と統合し東中へ）[104]

## 猿島郡
- 境町立境中学校（1948年12月1日統合により境町長田村静村組合立清水岡中学校〈現：境町立境第一中学校〉へ）[105]
- 長田村立長田中学校（同上）[105]
- 静村立静中学校（同上）[105]

## 北相馬郡
- 利根町立文間中学校（1970年利根中〈旧〉へ統合）
- 利根町立利根中学校〈旧〉（2007年新館中と統合し利根町立利根中学校〈新〉へ）[106]
- 利根町立新館中学校（2007年利根中〈旧〉と統合し利根中〈新〉へ）[106]